# الشعب (جريدة تونسية)
جريدة الشعب صحيفة تونسية يصدرها الإتحاد العام التونسي للشغل منذ 30 أفريل 1947، وكانت تسمى صوت العمل.